# Danh sách cầu thủ tham dự giải vô địch bóng đá U-21 châu Âu 2000
Các cầu thủ in đậm từng thi đấu cho đội tuyển quốc gia.

## Bảng A

### Croatia
Huấn luyện viên: Ivo Šušak

| Số | VT | Cầu thủ            | Ngày sinh (tuổi)            | Trận | Bàn | Câu lạc bộ           |
| -- | -- | ------------------ | --------------------------- | ---- | --- | -------------------- |
| 1  | TM | Stipe Pletikosa    | 8 tháng 1, 1979 (21 tuổi)   |      |     | Hajduk Split         |
| 2  | TV | Darko Miladin      | 1 tháng 4, 1979 (21 tuổi)   |      |     | Hajduk Split         |
| 3  | HV | Anthony Šerić      | 15 tháng 11, 1979 (20 tuổi) |      |     | Hellas Verona        |
| 4  | TV | Igor Bišćan        | 4 tháng 5, 1978 (22 tuổi)   |      |     | Dinamo Zagreb        |
| 5  | HV | Igor Tudor         | 16 tháng 4, 1978 (22 tuổi)  |      |     | Juventus             |
| 6  | HV | Dario Smoje        | 19 tháng 9, 1978 (21 tuổi)  |      |     | Monza                |
| 7  | TĐ | Boško Balaban      | 15 tháng 10, 1978 (21 tuổi) |      |     | Rijeka               |
| 8  | TV | Jurica Vranješ     | 31 tháng 1, 1980 (20 tuổi)  |      |     | Bayer Leverkusen     |
| 9  | TĐ | Tomislav Šokota    | 8 tháng 4, 1977 (23 tuổi)   |      |     | Dinamo Zagreb        |
| 10 | TV | Ivan Leko          | 7 tháng 2, 1978 (22 tuổi)   |      |     | Hajduk Split         |
| 11 | TĐ | Josip Šimić        | 16 tháng 9, 1977 (22 tuổi)  |      |     | Dinamo Zagreb        |
| 12 | TM | Silvije Čavlina    | 22 tháng 4, 1977 (23 tuổi)  |      |     | Hrvatski Dragovoljac |
| 13 | HV | Andre Mijatović    | 3 tháng 12, 1979 (20 tuổi)  |      |     | Rijeka               |
| 14 | TV | Renato Pilipović   | 14 tháng 1, 1977 (23 tuổi)  |      |     | Dinamo Zagreb        |
| 15 | TV | Dalibor Višković   | 6 tháng 1, 1977 (23 tuổi)   |      |     | Rijeka               |
| 16 | TV | Goran Brajković    | 17 tháng 7, 1978 (21 tuổi)  |      |     | Rijeka               |
| 17 | TĐ | Mihael Mikić       | 6 tháng 1, 1980 (20 tuổi)   |      |     | Dinamo Zagreb        |
| 18 | TV | Silvester Sabolčki | 12 tháng 11, 1979 (20 tuổi) |      |     | Varteks              |
| 19 | TĐ | Ivica Banović      | 2 tháng 8, 1980 (19 tuổi)   |      |     | NK Zagreb            |
| 20 | TM | Nikola Marić       | 29 tháng 8, 1979 (20 tuổi)  |      |     | Široki Brijeg        |

### Cộng hòa Séc
Huấn luyện viên: Karel Brückner

| Số | VT | Cầu thủ           | Ngày sinh (tuổi)            | Trận | Bàn | Câu lạc bộ       |
| -- | -- | ----------------- | --------------------------- | ---- | --- | ---------------- |
| 1  | TM | Aleš Chvalovský   | 29 tháng 5, 1979 (20 tuổi)  |      |     | VfB Stuttgart    |
| 2  | HV | Lukáš Došek       | 12 tháng 9, 1978 (21 tuổi)  |      |     | Slavia Prague    |
| 3  | HV | Adam Petrouš      | 19 tháng 9, 1977 (22 tuổi)  |      |     | Slavia Prague    |
| 4  | HV | Zdeněk Grygera    | 14 tháng 5, 1980 (20 tuổi)  |      |     | Drnovice         |
| 5  | HV | Roman Lengyel     | 3 tháng 11, 1978 (21 tuổi)  |      |     | České Budějovice |
| 6  | TV | Roman Týce        | 7 tháng 5, 1977 (23 tuổi)   |      |     | 1860 Munich      |
| 7  | TV | Libor Sionko      | 1 tháng 2, 1977 (23 tuổi)   |      |     | Sparta Prague    |
| 8  | TV | Tomáš Ujfaluši    | 24 tháng 3, 1978 (22 tuổi)  |      |     | Sigma Olomouc    |
| 9  | TV | Marek Jankulovski | 9 tháng 5, 1977 (23 tuổi)   |      |     | Baník Ostrava    |
| 10 | TĐ | Tomáš Došek       | 12 tháng 9, 1978 (21 tuổi)  |      |     | Slavia Prague    |
| 11 | TĐ | Milan Baroš       | 28 tháng 10, 1981 (18 tuổi) |      |     | Baník Ostrava    |
| 12 | TV | Jan Polák         | 14 tháng 3, 1981 (19 tuổi)  |      |     | 1. FC Brno       |
| 13 | HV | Jiří Jarošík      | 27 tháng 10, 1977 (22 tuổi) |      |     | Sparta Prague    |
| 14 | HV | Erich Brabec      | 24 tháng 2, 1977 (23 tuổi)  |      |     | Drnovice         |
| 15 | TV | David Jarolím     | 17 tháng 5, 1979 (21 tuổi)  |      |     | Bayern Munich    |
| 16 | TM | Jaroslav Drobný   | 18 tháng 10, 1979 (20 tuổi) |      |     | České Budějovice |
| 17 | TĐ | Libor Došek       | 24 tháng 4, 1978 (22 tuổi)  |      |     | Chmel Blšany     |
| 18 | TV | Jan Šimák         | 13 tháng 10, 1978 (21 tuổi) |      |     | Chmel Blšany     |
| 19 | TĐ | Marek Heinz       | 4 tháng 8, 1977 (22 tuổi)   |      |     | Sigma Olomouc    |

### Hà Lan
Huấn luyện viên: Han Berger

| Số | VT | Cầu thủ                    | Ngày sinh (tuổi)            | Trận | Bàn | Câu lạc bộ   |
| -- | -- | -------------------------- | --------------------------- | ---- | --- | ------------ |
| 1  | TM | Mark Zegers                | 8 tháng 2, 1977 (23 tuổi)   |      |     | Excelsior    |
| 2  | TV | Mark van Bommel            | 22 tháng 4, 1977 (23 tuổi)  |      |     | PSV          |
| 3  | HV | Pascal Bosschaart          | 28 tháng 2, 1980 (20 tuổi)  |      |     | Utrecht      |
| 4  | HV | Wilfred Bouma              | 15 tháng 6, 1978 (21 tuổi)  |      |     | PSV          |
| 5  | TV | Ellery Cairo               | 3 tháng 8, 1978 (21 tuổi)   |      |     | Feyenoord    |
| 6  | HV | Tim Cornelisse             | 3 tháng 4, 1978 (22 tuổi)   |      |     | RKC Waalwijk |
| 7  | HV | Joost Broerse              | 8 tháng 5, 1978 (22 tuổi)   |      |     | Groningen    |
| 8  | TV | John de Jong               | 8 tháng 3, 1977 (23 tuổi)   |      |     | Utrecht      |
| 9  | TV | Richard Knopper            | 29 tháng 8, 1977 (22 tuổi)  |      |     | Ajax         |
| 10 | TV | Dirk Kuyt                  | 22 tháng 7, 1980 (19 tuổi)  |      |     | Utrecht      |
| 11 | TV | Tommie van der Leegte      | 27 tháng 3, 1977 (23 tuổi)  |      |     | RKC Waalwijk |
| 12 | TĐ | Anthony Lurling            | 22 tháng 4, 1977 (23 tuổi)  |      |     | Heerenveen   |
| 13 | TV | Kiki Musampa               | 20 tháng 7, 1977 (22 tuổi)  |      |     | Málaga       |
| 14 | HV | John Nieuwenburg           | 24 tháng 12, 1978 (21 tuổi) |      |     | Ajax         |
| 15 | HV | Niels Oude Kamphuis        | 14 tháng 11, 1977 (22 tuổi) |      |     | Schalke 04   |
| 16 | TM | Cees Paauwe                | 3 tháng 11, 1977 (22 tuổi)  |      |     | Twente       |
| 17 | HV | Humphrey Rudge             | 15 tháng 8, 1977 (22 tuổi)  |      |     | Roda JC      |
| 18 | TV | Victor Sikora              | 11 tháng 4, 1978 (22 tuổi)  |      |     | Vitesse      |
| 19 | TĐ | Jan Vennegoor of Hesselink | 7 tháng 11, 1978 (21 tuổi)  |      |     | Twente       |
| 20 | HV | Peter Wisgerhof            | 19 tháng 11, 1979 (20 tuổi) |      |     | Vitesse      |

### Tây Ban Nha
Huấn luyện viên: Iñaki Sáez

| Số | VT | Cầu thủ             | Ngày sinh (tuổi)            | Trận | Bàn | Câu lạc bộ       |
| -- | -- | ------------------- | --------------------------- | ---- | --- | ---------------- |
| 1  | TM | Daniel Aranzubia    | 18 tháng 9, 1979 (20 tuổi)  | 4    | 0   | Athletic Bilbao  |
| 2  | HV | Jesús Lacruz        | 25 tháng 4, 1978 (22 tuổi)  | 6    | 0   | Athletic Bilbao  |
| 3  | HV | Joan Capdevila      | 3 tháng 2, 1978 (22 tuổi)   | 10   | 0   | Atlético Madrid  |
| 4  | HV | Iván Amaya          | 3 tháng 9, 1978 (21 tuổi)   | 0    | 0   | Rayo Vallecano   |
| 5  | TV | Carlos Marchena     | 31 tháng 7, 1979 (20 tuổi)  | 3    | 0   | Sevilla          |
| 6  | TV | Ismael Ruiz         | 7 tháng 7, 1977 (22 tuổi)   | 10   | 0   | Racing Santander |
| 7  | TV | Miguel Ángel Angulo | 23 tháng 6, 1977 (22 tuổi)  | 12   | 2   | Valencia         |
| 8  | HV | Gabri               | 10 tháng 2, 1979 (21 tuổi)  | 5    | 0   | Barcelona        |
| 9  | TĐ | José Mari           | 12 tháng 10, 1978 (21 tuổi) | 9    | 5   | Milan            |
| 10 | TV | Xavi                | 25 tháng 1, 1980 (20 tuổi)  | 11   | 4   | Barcelona        |
| 11 | TV | Javier Farinós      | 29 tháng 3, 1978 (22 tuổi)  | 11   | 3   | Valencia         |
| 12 | HV | Carles Puyol        | 13 tháng 4, 1978 (22 tuổi)  | 1    | 0   | Barcelona        |
| 13 | TM | César Láinez        | 10 tháng 4, 1977 (23 tuổi)  | 0    | 0   | Zaragoza         |
| 14 | HV | Javier Dorado       | 17 tháng 2, 1977 (23 tuổi)  | 2    | 0   | Real Madrid      |
| 15 | TV | David Albelda       | 1 tháng 9, 1977 (22 tuổi)   | 8    | 1   | Valencia         |
| 16 | TĐ | Raúl Tamudo         | 19 tháng 10, 1977 (22 tuổi) | 8    | 5   | Espanyol         |
| 17 | TV | Toni Velamazán      | 22 tháng 1, 1977 (23 tuổi)  | 14   | 0   | Espanyol         |
| 18 | TV | Jordi Ferrón        | 15 tháng 9, 1978 (21 tuổi)  | 1    | 1   | Rayo Vallecano   |
| 19 | TĐ | Albert Luque        | 11 tháng 3, 1978 (22 tuổi)  | 9    | 2   | Mallorca         |
| 20 | TV | Iván Ania           | 24 tháng 10, 1977 (22 tuổi) | 5    | 1   | Oviedo           |
| 21 | TM | Felip Ortiz         | 27 tháng 4, 1977 (23 tuổi)  | 6    | 0   | Extremadura      |

## Bảng B

### Anh
Huấn luyện viên: Howard Wilkinson

| Số | VT | Cầu thủ         | Ngày sinh (tuổi)            | Trận | Bàn | Câu lạc bộ        |
| -- | -- | --------------- | --------------------------- | ---- | --- | ----------------- |
| 1  | TM | Nicky Weaver    | 2 tháng 3, 1979 (21 tuổi)   | 10   | 0   | Manchester City   |
| 2  | HV | Danny Mills     | 18 tháng 5, 1977 (23 tuổi)  | 14   | 3   | Leeds United      |
| 3  | HV | Seth Johnson    | 12 tháng 3, 1979 (21 tuổi)  | 0    | 0   | Derby County      |
| 4  | TV | Frank Lampard   | 20 tháng 6, 1978 (21 tuổi)  | 16   | 8   | West Ham United   |
| 5  | HV | Luke Young      | 19 tháng 7, 1979 (20 tuổi)  | 17   | 1   | Tottenham Hotspur |
| 6  | HV | Jamie Carragher | 28 tháng 1, 1978 (22 tuổi)  | 27   | 1   | Liverpool         |
| 7  | TV | David Dunn      | 27 tháng 12, 1979 (20 tuổi) | 20   | 3   | Blackburn Rovers  |
| 8  | TĐ | Matt Jansen     | 20 tháng 10, 1977 (22 tuổi) | 6    | 0   | Blackburn Rovers  |
| 9  | TĐ | Carl Cort       | 1 tháng 12, 1977 (22 tuổi)  | 12   | 8   | Wimbledon         |
| 10 | TĐ | Andy Campbell   | 18 tháng 4, 1979 (21 tuổi)  | 0    | 0   | Middlesbrough     |
| 11 | TV | Lee Hendrie     | 18 tháng 5, 1977 (23 tuổi)  | 12   | 5   | Aston Villa       |
| 12 | HV | Jon Harley      | 26 tháng 9, 1979 (20 tuổi)  | 3    | 0   | Wimbledon         |
| 13 | TM | Paul Robinson   | 15 tháng 10, 1979 (20 tuổi) | 14   | 0   | Leeds United      |
| 14 | HV | Ledley King     | 12 tháng 10, 1980 (19 tuổi) | 9    | 0   | Tottenham Hotspur |
| 15 | TĐ | Francis Jeffers | 25 tháng 1, 1981 (19 tuổi)  | 16   | 13  | Everton           |
| 16 | TV | Danny Murphy    | 18 tháng 3, 1977 (23 tuổi)  | 5    | 0   | Liverpool         |
| 17 | TV | David Thompson  | 12 tháng 9, 1977 (22 tuổi)  | 7    | 1   | Liverpool         |
| 18 | TV | Luke Chadwick   | 18 tháng 11, 1980 (19 tuổi) | 13   | 0   | Manchester United |

### Ý
Huấn luyện viên: Marco Tardelli

| Số | VT | Cầu thủ                 | Ngày sinh (tuổi)            | Trận | Bàn | Câu lạc bộ     |
| -- | -- | ----------------------- | --------------------------- | ---- | --- | -------------- |
| 1  | TM | Morgan De Sanctis       | 26 tháng 3, 1977 (23 tuổi)  | 7    | 0   | Udinese        |
| 2  | HV | Alessandro Grandoni (c) | 27 tháng 7, 1977 (22 tuổi)  | 19   | 0   | Torino         |
| 3  | HV | Luca Mezzano            | 1 tháng 8, 1977 (22 tuổi)   | 19   | 1   | Brescia        |
| 4  | HV | Marco Zanchi            | 15 tháng 4, 1977 (23 tuổi)  | 1    | 0   | Udinese        |
| 5  | HV | Matteo Ferrari          | 5 tháng 12, 1979 (20 tuổi)  | 27   | 3   | Internazionale |
| 6  | TV | Gennaro Gattuso         | 9 tháng 1, 1978 (22 tuổi)   | 21   | 1   | Milan          |
| 7  | TĐ | Gianni Comandini        | 18 tháng 5, 1977 (23 tuổi)  | 19   | 6   | Vicenza        |
| 8  | TV | Roberto Baronio         | 11 tháng 12, 1977 (22 tuổi) | 27   | 5   | Lazio          |
| 9  | TĐ | Nicola Ventola          | 24 tháng 5, 1978 (22 tuổi)  | 21   | 8   | Internazionale |
| 10 | TV | Andrea Pirlo            | 19 tháng 5, 1979 (21 tuổi)  | 46   | 16  | Internazionale |
| 11 | TV | Simone Perrotta         | 17 tháng 9, 1977 (22 tuổi)  | 6    | 1   | Bari           |
| 12 | TM | Christian Abbiati       | 8 tháng 7, 1977 (22 tuổi)   | 16   | 0   | Milan          |
| 13 | HV | Phápsco Coco            | 8 tháng 1, 1977 (23 tuổi)   | 20   | 1   | Milan          |
| 14 | HV | Claudio Rivalta         | 30 tháng 6, 1978 (21 tuổi)  | 16   | 0   | Perugia        |
| 15 | HV | Bruno Cirillo           | 21 tháng 3, 1977 (23 tuổi)  | 11   | 0   | Reggina        |
| 16 | TV | Ighli Vannucchi         | 5 tháng 8, 1977 (22 tuổi)   | 16   | 2   | Salernitana    |
| 17 | TV | Cristiano Zanetti       | 14 tháng 4, 1977 (23 tuổi)  | 19   | 0   | Roma           |
| 18 | TV | Fabio Firmani           | 26 tháng 5, 1978 (22 tuổi)  | 10   | 1   | Vicenza        |
| 19 | TV | Marco Rossi             | 1 tháng 4, 1978 (22 tuổi)   | 6    | 0   | Salernitana    |
| 20 | TĐ | Gionatha Spinesi        | 9 tháng 3, 1978 (22 tuổi)   | 8    | 5   | Bari           |

### Slovakia
Huấn luyện viên: Dušan Radolský

| Số | VT | Cầu thủ           | Ngày sinh (tuổi)            | Trận | Bàn | Câu lạc bộ        |
| -- | -- | ----------------- | --------------------------- | ---- | --- | ----------------- |
| 1  | TM | Kamil Čontofalský | 3 tháng 6, 1978 (21 tuổi)   |      |     | Bohemians         |
| 2  | HV | Marián Čišovský   | 2 tháng 11, 1979 (20 tuổi)  |      |     | Inter Bratislava  |
| 3  | HV | Vratislav Greško  | 24 tháng 7, 1977 (22 tuổi)  |      |     | Bayer Leverkusen  |
| 4  | TV | Miroslav Barčík   | 26 tháng 5, 1978 (22 tuổi)  |      |     | Žilina            |
| 5  | HV | Eduard Hrnčár     | 8 tháng 7, 1978 (21 tuổi)   |      |     | Nitra             |
| 6  | HV | Radoslav Zabavník | 16 tháng 9, 1980 (19 tuổi)  |      |     | 1. FC Košice      |
| 7  | TV | Juraj Czinege     | 29 tháng 10, 1977 (22 tuổi) |      |     | Inter Bratislava  |
| 8  | TĐ | Peter Babnič      | 30 tháng 4, 1977 (23 tuổi)  |      |     | Inter Bratislava  |
| 9  | TĐ | Marek Mintál      | 2 tháng 9, 1977 (22 tuổi)   |      |     | Žilina            |
| 10 | TV | Miroslav Drobňák  | 29 tháng 5, 1977 (22 tuổi)  |      |     | Tatran Prešov     |
| 11 | TĐ | Szilárd Németh    | 8 tháng 8, 1977 (22 tuổi)   |      |     | Inter Bratislava  |
| 12 | TM | Ján Mucha         | 20 tháng 6, 1978 (21 tuổi)  |      |     | Nitra             |
| 13 | TV | Karol Kisel       | 15 tháng 3, 1977 (23 tuổi)  |      |     | Trenčín           |
| 14 | HV | Peter Lérant      | 30 tháng 1, 1977 (23 tuổi)  |      |     | Bayer Leverkusen  |
| 15 | TĐ | Ľubomír Meszároš  | 23 tháng 3, 1979 (21 tuổi)  |      |     | Slovan Bratislava |
| 16 | TV | Peter Hlinka      | 5 tháng 12, 1978 (21 tuổi)  |      |     | Tatran Prešov     |
| 17 | TV | Pavol Sedlak      | 21 tháng 11, 1979 (20 tuổi) |      |     | Slovan Bratislava |
| 18 | HV | Martin Petráš     | 2 tháng 11, 1979 (20 tuổi)  |      |     | Baník Horná Nitra |
| 19 | HV | Andrej Šupka      | 22 tháng 1, 1977 (23 tuổi)  |      |     | Dubnica           |
| 20 | TĐ | Martin Vyskoč     | 10 tháng 6, 1977 (22 tuổi)  |      |     | Ružomberok        |

### Thổ Nhĩ Kỳ
Huấn luyện viên: Raşit Çetiner

| Số | VT | Cầu thủ          | Ngày sinh (tuổi)            | Trận | Bàn | Câu lạc bộ     |
| -- | -- | ---------------- | --------------------------- | ---- | --- | -------------- |
| 1  | TM | Metin Aktaş      | 1 tháng 8, 1977 (22 tuổi)   |      |     | Trabzonspor    |
| 2  | HV | Ali Güneş        | 23 tháng 11, 1978 (21 tuổi) |      |     | SC Freiburg    |
| 3  | HV | İsmail Güldüren  | 10 tháng 1, 1979 (21 tuổi)  |      |     | Gençlerbirliği |
| 4  | HV | Güngör Öztürk    | 22 tháng 12, 1977 (22 tuổi) |      |     | Samsunspor     |
| 5  | HV | Erkan Özbey      | 10 tháng 2, 1978 (22 tuổi)  |      |     | Bursaspor      |
| 6  | TV | Yasin Sülün      | 17 tháng 12, 1977 (22 tuổi) |      |     | Beşiktaş       |
| 7  | TĐ | Nihat Kahveci    | 23 tháng 11, 1979 (20 tuổi) |      |     | Beşiktaş       |
| 8  | TV | Serkan Dökme     | 18 tháng 7, 1977 (22 tuổi)  |      |     | Altay          |
| 9  | TĐ | Ahmet Dursun     | 25 tháng 1, 1978 (22 tuổi)  |      |     | Beşiktaş       |
| 10 | TV | Yıldıray Baştürk | 24 tháng 12, 1978 (21 tuổi) |      |     | VfL Bochum     |
| 11 | TV | Erhan Albayrak   | 5 tháng 4, 1977 (23 tuổi)   |      |     | Gaziantepspor  |
| 12 | TM | Süleyman Küçük   | 13 tháng 2, 1978 (22 tuổi)  |      |     | Denizlispor    |
| 13 | TV | Bülent Akın      | 28 tháng 8, 1978 (21 tuổi)  |      |     | Denizlispor    |
| 14 | TV | Halit Köprülü    | 20 tháng 1, 1978 (22 tuổi)  |      |     | Gaziantepspor  |
| 15 | TĐ | Soner Uysal      | 24 tháng 8, 1977 (22 tuổi)  |      |     | Hamburger SV   |
| 16 | TV | Engin Öztonga    | 10 tháng 8, 1978 (21 tuổi)  |      |     | Kocaelispor    |
| 17 | TV | Mehmet Nas       | 20 tháng 11, 1979 (20 tuổi) |      |     | Samsunspor     |
| 18 | HV | Orhan Ak         | 29 tháng 9, 1979 (20 tuổi)  |      |     | Kocaelispor    |
| 19 | TĐ | Okan Yılmaz      | 16 tháng 5, 1978 (22 tuổi)  |      |     | Bursaspor      |
| 20 | TĐ | Serhat Akın      | 5 tháng 6, 1981 (18 tuổi)   |      |     | Karlsruher SC  |